# Missionnaires de Saint François de Sales
Les missionnaires de Saint François de Sales d'Annecy  (en latin Missionarii Sancti Francisci Salesii de Annecio) forment une congrégation cléricale de droit pontifical.

## Historique
Les origines de la congrégation remontent à 1822, lorsqu'un prêtre catholique français, Pierre-Marie Mermier (1790-1862) organise une communauté de prêtres auprès du séminaire diocésain d'Annecy, afin de les former aux prédications des missions paroissiales pour évangéliser à nouveau les classes populaires à la suite de la Révolution française.
Le siège de la communauté déménage en 1834 à La Roche-sur-Foron. L'évêque d'Annecy, Mgr Rey, approuve le 29 septembre 1836 les premières constitutions de la communauté qui se transforme en congrégation cléricale. Pierre-Marie Mermier et cinq premiers compagnons prononcent leurs premiers vœux le 24 octobre 1838. Ils se placent sous le patronage de saint François de Sales qui avait rétabli le catholicisme dans le Chablais au XVIIe siècle.
Grégoire XVI leur concède le Decretum laudis en 1843. Les religieux expriment alors le désir de s'ouvrir à l'apostolat auprès des populations non-chrétiennes, désir auquel répond la congrégation de la Propagande de la Foi qui leur confie des territoires d'évangélisation aux Indes. Les premiers missionnaires partent en 1845 pour Visakhapatnam. C'est en Inde que les missionnaires d'Annecy sont les plus nombreux aujourd'hui.
le Saint-Siège approuve l'institut le 19 mai 1860 et ses constitutions sont définitivement approuvées le 9 août 1889. Les missionnaires sont expulsés de leur maison-mère par le gouvernement anticlérical de la IIIe République en 1903 et perdent à jamais leur maison-mère d'Annecy, avec les tombes des fondateurs, qui est nationalisée. Ils parviennent néanmoins à acheter une maison adjacente.

## Activités et diffusion
Les missionnaires administrent de nombreux écoles et collèges, des centres sociaux, prêchent dans les paroisses et multiplient les œuvres sociales et humanitaires.
Ils sont présents en :
- Europe : France, Allemagne, Autriche, Irlande, Italie, Pologne, Suisse.
- Asie : Inde, Philippines.
- Afrique : Afrique du Sud, Cameroun, Centrafrique, République démocratique du Congo, Gabon, Kenya, Mozambique, Namibie, Ouganda, Tanzanie, Tchad.
- Amérique : Brésil, Chili, États-Unis, Sainte-Lucie.
- Océanie : Australie.

La maison généralice est à Rome.
Selon l'Annuaire pontifical de 2007, la congrégation comptait 257 maisons pour 1253 religieux dont 695 prêtres.